# Adolf Ziegler (Schauspieler)
Adolf Ziegler (* 3. Januar 1899 in München; † 25. Juli 1985 ebenda) war ein deutscher Schauspieler, Schauspiellehrer, Hörspiel- und Synchronsprecher.

## Biografie
Ziegler nahm schon bald nach seiner Schulausbildung Schauspielunterricht bei dem Hofschauspieler Richard Stury, der als Präsident der Münchener Versuchsbühne vorsaß. 1917/18 leistete er Kriegsdienst bei der bayerischen Feldartillerie; Ende Mai 1918 wurde er an der Westfront verwundet. 1919 begann Ziegler seine Laufbahn als jugendlicher Held an kleineren und größeren Provinzbühnen. 1925 machte er einen beachtlichen Sprung in seiner noch jungen Karriere, als er zu Louise Dumont und Gustav Lindemann an das Düsseldorfer Schauspielhaus kam, wo er erste größere Erfolge feierte. Hier vollzog sich auch seine Wandlung vom jugendlichen Helden zum jugendlichen Bonvivant. Sein nächstes Engagement bekam er am Staatstheater Dresden. Über das Schauspielhaus in Frankfurt am Main kam er zu Eugen Klöpfer an die Volksbühne Berlin.
Nach Kriegsende ging er in seine Vaterstadt zurück. Dort bekam er ein Engagement am Bayerischen Staatstheater, wo er rasch zu einem der bedeutendsten Darsteller avancierte, was dann bald seine Ernennung zum Staatsschauspieler zur Folge hatte. Hier vollzog sich auch sein Übergang zum Père noble. In den 50 Jahren seiner Bühnentätigkeit trat er in der Gestaltung diverser Rollen aus Theaterstücken von Gotthold Ephraim Lessing, Curt Goetz, Eugène Scribe, Oscar Wilde, George Bernard Shaw, aber auch in den leichten Konversationsstücken englischer und französischer Autoren in Erscheinung. Hierbei arbeitete er mit vielen bekannten Regisseuren der damaligen Zeit wie Max Ophüls, Leo Mittler, Karlheinz Martin, Richard Weichert, Josef Gielen, Fritz Kortner, Heinz Dietrich Kenter und Robert George zusammen.
Nach Erreichung der Altersgrenze zog sich Ziegler zum Bedauern seines Publikums und der Kollegen vom Theater zurück, um seine Tätigkeiten als Schauspiellehrer zu intensivieren. Zudem stand er jetzt häufiger vor der Kamera und vor den Mikrophonen der Hörspielstudios.
Seit Anfang der 1940er Jahre wirkte er in mehreren Spielfilmen wie Ein glücklicher Mensch, Akrobat schö-ö-ö-n (beide 1943) oder Geliebte Feindin (1955) mit. Seit Mitte der 1950er Jahre trat er fast nur noch bei Fernsehproduktionen in Erscheinung. Hier arbeitete er viel mit dem Regisseur Fritz Umgelter zusammen, erstmals 1960 im zweiten Teil des Straßenfegers Am grünen Strand der Spree, in dem er neben Wolfgang Büttner, Hans Pössenbacher und Utz Richter einen der Hauptfiguren verkörperte. Ebenfalls unter Umgelters Regie spielte er in Der gute Mensch von Sezuan nach Bertolt Brecht an der Seite von Nicole Heesters und Joachim Teege. Hauptdarsteller war er 1969 in dem Film Eine aufregende kleine Frau von Regisseur Dieter Munck. Seine Partner waren hier Klaus Schwarzkopf, Robert Meyn und Ursula Dirichs. Auch in einigen Fernsehserien wie Kommissar Freytag oder Königlich Bayerisches Amtsgericht hatte er Gastauftritte.
Als Synchronsprecher lieh er beispielsweise Andre Luguet in dem französischen Spielfilm Zum kleinen Glück aus dem Jahre 1949 seine Stimme.
Zu einem Hauptbetätigungsfeld gehörte seine umfangreiche Arbeit bei der Produktion von Hörspielen. Hier war er als Sprecher in vielen großen und kleinen Rollen zu hören. Dazu gehören beispielsweise der Mehrteiler Paul Temple und der Conrad-Fall (einziges Paul-Temple-Hörspiel des BR) von 1959/60 in der Version mit Karl John und Rosemarie Fendel, Moby Dick (1953) mit Walter Richter und Hans Cossy, Inspektor Hornleigh mit Karl Schönböck in der Titelrolle (1962) oder in zwei Hörspielen der Reihe Gestatten, mein Name ist Cox mit Carl-Heinz Schroth bzw. Arno Assmann  als Titelheld.
Unvergessen sind auch die Rollen, die er für das Münchner Marionettentheater in den Sechzigerjahren einsprach. Sein „Mondmann“ aus der klingenden Weihnachtskugel und sein Großwesir in Kalif Storch sind heute noch im Tölzer Marionettentheater zu hören.
Adolf Ziegler verstarb im Alter von 86 Jahren in seiner Geburtsstadt München. Sein Grab befindet sich auf dem Friedhof am Perlacher Forst, Gräberfeld 122, Reihe A, Grab Nr. 6.

## Filmografie
- 1941: Ins Grab kann man nichts mitnehmen (3. Fassung) (Bergow) – Regie: Wolfgang Staudte
- 1943: Ein glücklicher Mensch – Regie: Paul Verhoeven
- 1943: Akrobat schö-ö-ö-n (Theaterdirektor) – Regie: Wolfgang Staudte
- 1944: Der grüne Salon (Eugen Retzlaff, Makler) – Regie: Boleslaw Barlog
- 1945: Die Brüder Noltenius – Regie: Gerhard Lamprecht
- 1955: Gestatten, mein Name ist Cox – Regie: Georg Jacoby
- 1955: Geliebte Feindin (Caldwell, Butler bei Gore) – Regie: Rolf Hansen
- 1955: Admiral Bobby (Kolonialminister) – Fernsehfilm – Regie: Herbert Kroll
- 1958: Die Bernauerin (Kaspar Bernauer, Bader zu Augsburg) – Fernsehfilm – Regie: Gustav Rudolf Sellner
- 1960: Am grünen Strand der Spree; 2. Teil: Der General (Oberstabsrichter Dankelmann) – Fernseh-Mehrteiler – Regie: Fritz Umgelter
- 1960: Die Dame in der schwarzen Robe (Rechtsanwalt Ross) – Fernsehfilm – Regie: Peter Zadek
- 1961: Der Fall Winslow (Gerichtspräsident) – Fernsehfilm – Regie: Franz Peter Wirth
- 1961: Die Kuh (Der Unterstaatssekretär) – Fernsehfilm – Regie: Rainer Erler
- 1962: Marke Lohengrin (Bubenreuth) – Fernsehfilm – Regie: Rainer Erler
- 1962: Wer einmal aus dem Blechnapf frißt (Pfarrer) – Fernseh-Mehrteiler – Regie: Fritz Umgelter
- 1963: Der Belagerungszustand (Der Alkade) – Fernsehfilm – Regie: Fritz Umgelter
- 1963: Dantons Tod – Fernsehfilm – Regie: Fritz Umgelter
- 1963: Reisender ohne Gepäck (Notar Pickwick) – Fernsehfilm –  Regie: Ludwig Cremer
- 1963: Freundschaftsspiel – Fernsehfilm – Regie: Fritz Umgelter
- 1963: Orden für die Wunderkinder – Fernsehfilm – Regie: Rainer Erler
- 1964: Die Verbrecher (4. Verteidiger) – Fernsehfilm – Regie: Michael Kehlmann
- 1964: Kommissar Freytag; Folge: Ein schwarzer Germane – Fernsehserie – Regie: Michael Braun
- 1964: Lydia muss sterben (Richter Tasker) – Fernsehfilm – Regie: Rainer Erler
- 1965: Der Sündenbock (Studienrat Bergelt) – Fernsehfilm – Regie: Fritz Umgelter
- 1965: Der Nachtkurier meldet …; Folge: Der Drang nach dem Höheren – Fernsehserie – Regie: Erich Neureuther
- 1965: Ein Anruf für Mister Clark (Gefängnisdirektor) – Fernsehfilm – Regie: Frank Guthke
- 1966: Das harte Brot (Mortdefroid) – Fernsehfilm – Regie: Hans-Reinhard Müller
- 1966: Perlenkomödie (Diener Otto) – Fernsehfilm – Regie: Fritz Umgelter
- 1966: Der Nachtkurier meldet …; Folge: Der Lockvogel (Kellner) – Fernsehserie – Regie: Michael Braun
- 1966: Der Tag des Zornes – Fernsehfilm – Regie: Kurt Meisel
- 1966: Der gute Mensch von Sezuan (Der dritte Gott) – Fernsehfilm – Regie: Fritz Umgelter
- 1967: Von null Uhr eins bis Mitternacht – Der abenteuerliche Urlaub des Mark Lissen; Folge: Der vergessene Chip (Pfandleiher) – Fernsehserie – Regie: Rudolf Nussgruber
- 1967: Entscheidung – Fernsehfilm – Regie: Hagen Müller-Stahl
- 1967: Kommissar Brahm; Folge: Ein großer Fisch – Fernsehserie – Regie: Walter Boos
- 1968: Der Mann, der keinen Mord beging – Fernseh-Mehrteiler – Regie: Hans Quest
- 1969: Epitaph für einen König (Edelmann) – Fernsehfilm – Regie: Fritz Umgelter
- 1969: Eine aufregende kleine Frau (Bernard) – Fernsehfilm – Regie: Dieter Munck
- 1969: Rebellion der Verlorenen
- 1969: Das Vermächtnis – Fernsehfilm – Regie: Walter Rilla
- 1969: Königlich Bayerisches Amtsgericht; Folge: Die alte Burgl (Dr. Schnabel) – Fernsehserie – Regie: Paul May
- 1970: Menschen (Polizeiarzt) – Fernsehfilm – Regie: Fritz Umgelter
- 1970: Königlich Bayerisches Amtsgericht; Folge: Das Damenkränzchen (Justizrat) – Fernsehserie – Regie: Ernst Schmucker
- 1971: Königlich Bayerisches Amtsgericht; Folge: Das Beichtgeheimnis (Pater Othloh) – Fernsehserie – Regie: Ernst Schmucker
- 1971: Eine unwürdige Existenz – Fernsehfilm – Regie: Rolf von Sydow
- 1971: Viel Getu' um nichts (Schreiber) – Fernsehfilm – Regie: Fritz Umgelter
- 1972: Deutsche Novelle (Der alte Michael) – Fernsehfilm – Regie: Oswald Döpke
- 1973: Die merkwürdige Lebensgeschichte des Friedrich Freiherrn von der Trenck – Fernsehserie – Regie: Fritz Umgelter
- 1973: Tatort; Folge: Tote brauchen keine Wohnung – Fernsehserie – Regie: Wolfgang Staudte
- 1975: Der Wohltäter – Fernsehfilm – Regie: Wolf Dietrich

## Hörspiele (Auswahl)
- 1948: Undine (Hofmarschall) – Regie: Helmut Brennicke
- 1949: Der Lügner (Ottavio) – Regie: Helmut Brennicke
- 1949: Leonce und Lena (Präsident) – Regie: Helmut Brennicke
- 1950: Der seidene Schuh oder Das Schlimmste trifft nicht immer zu (Kämmerer) – Regie: Otto Kurth
- 1950: Die Raubritter vor München (Oheim) – Regie: Walter Ohm
- 1950: Der Eindringling (Oheim) – Regie: Helmut Brennicke
- 1950: Das Streichquartett (Kreittmayer) – Regie: Theo Fischer
- 1950: Lanzelot und Sanderein (Reinhold) – Regie: Helmut Brennicke
- 1951: Romeo und Julia auf Kreta – Regie: Otto Kurth
- 1951: Hamlet, Prinz von Dänemark – Regie: Hannes Küpper
- 1951: Die Geschichte vom Zaren Joann und der schönen Axinja (Sir Bowes) – Regie: Helmut Brennicke
- 1951: Hauch des Unheils (Tormasov) – Regie: Helmut Brennicke
- 1951: Die Acharner Regie: Trude Kolman
- 1951: Prinz Friedrich von Homburg – Regie: Otto Kurth
- 1952: Auf dem Weg zum Paradies (Kapitän) – Regie: Helmut Brennicke
- 1952: Tomek Baran (Streckenvorsteher) – Regie: Helmut Brennicke
- 1952: Die tragische Geschichte vom Leben und Sterben des Doktor Johannes Faustus – Regie: Fritz Wendhausen
- 1952: Der Ruhetag (Der Kanzler) Regie: Friedrich-Carl Kobbe
- 1953: Das Gastmahl des Petronius (Lykonidas) – Regie: Otto Kurth
- 1953: Die Sensationsnachricht – Autor und Regie: Gustav Machatý
- 1953: Sir Michaels Abenteuer – Regie: Willy Purucker
- 1953: Moby Dick (Kapitän Peleg, Mitinhaber der 'Pequod') – Regie: Helmut Brennicke
- 1953: Die drei kleinen Könige (Mr. Clapham, Filmagent) – Regie: Willy Purucker
- 1953: Finden Sie Livingstone – Regie: Karl Peter Biltz
- 1953: Die Tücke des Objekts (Chef) – Regie: Willy Purucker
- 1954: Das Doppelkonzert (Kritiker) – Regie: Willy Purucker
- 1955: Der Dalk oder Der Triumph der Einfalt – Autor und Regie: Alois Johannes Lippl
- 1955: Dr. Dr. Hippolyt Leibetseder (Leonid Graf Karasch) – Regie: Helmut Brennicke
- 1956: Julius Caesar (Decius) – Regie: Helmut Brennicke
- 1956: Der letzte Tag von Lissabon (von Günter Eich) (Martis, Gast in der Kneipe) – Regie: Friedrich-Carl Kobbe
- 1956: Sie reisen nicht, Fräulein von Montijo – Regie: Helmut Brennicke
- 1956: Der Verschwender (Klugheim) – Regie: Karl Bogner
- 1956: Der unsterbliche Hanswurst – Regie: Joseph Strobel
- 1956: Die Insel aus Stein (Der Bankkassierer) – Autor und Regie: Heinz von Cramer
- 1957: Die unheimlichen Schritte (Herr Sanders) – Regie: Walter Netzsch
- 1957: Macbeth (Lenox, schottischer Edelmann) – Regie: Heinz-Günter Stamm
- 1957: Die Göttliche Komödie des Dante Alighieri – Die Hölle – Regie: Otto Kurth
- 1958: Jeden Abend Kammermusik (Chefredakteur) – Regie: Oswald Döpke
- 1959: Tannhäuser (Richard Wagner) – Regie: Joseph Strobel
- 1959: Catull und Clodia – Regie: Helmut Brennicke
- 1959: Der Fall de la Roncière (Baron Morell, General) – Regie: Helmut Brennicke
- 1959: Paul Temple und der Conrad-Fall (Sir Graham Forbes) – Regie: Willy Purucker
- 1960: Die Quitzows, die Wiskottens und andere Familien – Regie: Willy Purucker
- 1960: Wer Knecht ist, soll Knecht bleiben (Richter) – Regie: Edmund Steinberger
- 1960: Der Familienausflug – Autor und Regie: Heinz von Cramer
- 1960: Der Transport – Regie: Gerlach Fiedler
- 1961: Die Stunde Null war drei Uhr fünfzehn (Mr. Riping) – Regie: Walter Netzsch
- 1962: Ein Elefant aus Cartagena (Stimme am Telefon) – Regie: Otto Kurth
- 1962: Sherlock Holmes spannt aus (Mister Acton) – Regie: Heinz-Günter Stamm
- 1963: Die kleine Hexe (aus der Reihe Gestatten, mein Name ist Cox) (Mr. Home) – Regie: Walter Netzsch
- 1963: Anruf (Vorgesetzter) – Regie: Paul Pörtner
- 1963: Diesseits des großen Stromes (Kaufmann) – Regie: Helmut Brennicke
- 1964: Auftrag für Quentin Barnaby. Aus den Tagebüchern eines Branddetektivs (Lorrimer); - Regie: Walter Netzsch
- 1964: Der Mann, der Sherlock Holmes war (Herr/1. Richter) – Regie: Otto Kurth
- 1964: Glanznummer (Ranmore) – Regie: Walter Netzsch
- 1964: Der Prozeß um des Esels Schatten – Regie: Otto Kurth
- 1964: Halbe-halbe oder Die kleinen grünen Kreise (Finanzbeamter) – Regie: Walter Netzsch
- 1965: Oba Koso oder Der König hat sich nicht erhängt (Bürger von Ede) – Regie: Heinz von Cramer
- 1965: Gestatten, mein Name ist Cox; 1. Trommeln gehört zum Handwerk (Gerald Stone, Manager) – Regie: Walter Netzsch
- 1970: Niederlage eines Ungehorsamen oder Der Fall Wolfgang M. – Regie: Diethard Klante
- 1977: Bayerische Szene: Altaich (Kanzleirat Schützinger) – Autor und Regie: Edmund Steinberger